# Guppy
Guppy är en fisk som tillhör de levandefödande tandkarparna (Poeciliidae). Guppyn är en mycket vanlig akvariefisk som finns i ett otal odlingsformer. Den var tidigare en väldigt tålig art men är idag, främst på grund av hård avel en något känsligare fisk. Det är oftast guppys i djuraffär som är känsligare medan privatuppfödda guppys inte är lika känsliga. I naturen finns den i Centralamerika och norra Sydamerika, i Antigua och Barbuda, Barbados, Brasilien, Guyana, Nederländska Antillerna, Trinidad och Tobago, Jungfruöarna och Venezuela. Människan har infört den till alla kontinenter utom Antarktis.

## Fortplantning
Guppyn ser ut att föda levande ungar, liksom övriga levandefödande tandkarpar. I själva verket kläcks dock äggen inne i honan omedelbart före "födseln", så det är inte fråga om äkta födande utan så kallad ovovivipari. Dräktighetstiden löper om fem veckor, och kullarna brukar uppgå till 10–80 yngel om honan är i god kondition. Den ansenliga skillnaden i storlek på kullarna kan härledas till förekomsten av predatorer: där det finns många rovdjur blir kullarna stora, ynglen föds dock relativt små. Under förhållanden där det är mera ont om predatorer blir kullarna mindre, men å andra sidan föds ynglen större och mer välutvecklade. På så vis överlever ungefär lika många yngel ur varje kull till könsmogen ålder, oavsett kullens storlek, trots att den procentuella skillnaden överlevande varierar stort mellan kullarna.

## Akvariehållning
Eftersom hanarna ofta driver honorna rätt hårt rekommenderas att man i akvarium håller två honor till varje hane. I naturen är dock förhållandet det omvända; där ges å andra sidan bättre möjligheter för honorna att söka sig undan. Arten är annars en av de härdigaste som finns, förutsatt man håller en stam som inte är alltför hårt odlad. Hanarna blir ca 4 cm långa, honorna 7 centimeter. De under senare decennier framodlade slöjformerna kan ibland se lite ledsna ut, med hängande kropp och wobblande simning, ungefär som om de inte orkade hålla upp stjärtfenan. Emellertid har de framodlade slöjformerna visserligen betydligt större stjärtfenor än naturformerna, men det är inte fenans rent fysiska större tyngd som ger den krokiga ryggen, utan en genetisk defekt som följer med vissa stammar. Därför kan man i fångenskap också se guppy med små stjärtfenor men böjda ryggar. Fiskarnas allmäntillstånd kan förbättras något om man tillför lite koksalt i vattnet. Guppyn är egentligen anpassad för ett relativt hårt och basiskt vatten.
Guppyn är vanlig inom genetisk forskning, varvid man isolerar specifika gener.
Etymologi: "Brokig med nätliknande mönster". Syftar på fjällens färgteckning hos naturformerna. Av grekiska poikilos: "brokig", "med (flera) olika färger", och reticulo: "liten ruta", "nät".

## Historia
Guppyn beskrevs 1856 av Julius Gollner som då bodde i Caracas, Venezuela. De första exemplaren fångades nära hans hem vid floden Rio Guayre. Han sände några exemplar till Zoologiska museet vid djurparken i Berlin, men ingen vetenskaplig beskrivning utfördes och Gollner avled 1861 i Venezuela utan att veta vad hans lilla fisk skulle komma att betyda för världen. Först 1859 beskrev museichefen Wilhelm C. H. Peters arten som Poecilia reticulata. Han hade dock bara tillgång till honor för sitt arbete med klassificeringen.
Redan två år senare upptäckte den italienske museiintendenten Filippo de Filippi att hanarnas könsorgan  (gonopodium) inte överensstämde med hur det ser ut hos de andra arterna i släktet Poecilia. På grund av detta ställde han upp ett nytt släkte för guppyn, och beskrev arten om Lebistes poecilioides.
År 1866 genomförde civilingenjören Robert John Lechmere Guppy geologiska undersökningar på Trinidad. Under arbetet fann han några fiskar som han sände till vännen doktor Albert Carl Ludwig Gotthilf Guenther, kurator för zoologiska institutionen vid London Museum. Denne döpte arten till Girardinus guppii, utan att veta att den redan var beskriven. Namnförvirringen var snart sagt total – guppyn har beskrivits under olika namn inte mindre än tolv gånger, och indelats i sex släkten... Detta var dock första gången exemplar av båda könen samtidigt kunde ligga till grund för beskrivningen. Först vid en större revision av hela ordningen tandkarpar (Cyprinodontiformes) utförd av D. E. Rosen och R. M. Bailey kom arten att år 1963 återigen benämnas Poecilia reticulata, vilket alltså alltfort är dess giltiga vetenskapliga namn. Ett äldre svenskt namn på guppy är "miljonfisk".